# Banbridge
Banbridge (en gaèlic irlandès Droichead na Banna, en escocès de l'Ulster Bannbrig) és una ciutat d'Irlanda del Nord, al Comtat de Down. Es troba al riu Bann i a la carretera A1. Va ser nomenat després de la construcció d'un pont sobre el Bann el 1712. La ciutat va créixer en el camí de Belfast a Dublín i va prosperar a partir de la fabricació del lli irlandès. La seva població era de 14.744 habitants en el cens del 2001, encara que ha augmentat la població en una cinquena part des de llavors, que suggereix una població de prop de 18.000 habitants.
El carrer principal del poble és molt inusual, i s'eleva fins a un turó escarpat abans de l'anivellament. El 1834 es va construir un túnel, pel que sembla perquè els cavalls amb càrregues pesades es desmaiaven abans d'arribar al cim del turó. Va ser construït per William Dargan i té el nom oficial de 'Downshire Bridge', encara que sovint es diu 'The Cut'.

## Demografia
Banbridge és classificada com a ciutat mitjana segons la Northern Ireland Statistics and Research Agency (amb una població entre 10.000 i 18.000 habitants). Segons el cens de 2001 tenia 14.744 habitants dels quals:
- 24,4% tenien menys de 16 anys i el 16,1% més de 60
- 49,5% són homes i el 50,5% són dones
- 33,7% són catòlics irlandesos i el 63,7% són protestants
- 3,3% de la població entre 16–74 anys estaven a l'atur.

## Townlands
Com la resta d'Irlanda, l'àrea de Banbridge ha estat dividida en townlands, els noms de les quals procedeixen majoritàriament del gaèlic irlandès. Banbridge va sorgir d'un townland anomenat Ballyvally. Amb el temps s'ha ampliat als townlands dels voltats que han cedit llurs noms a molts carrers, carreteres i urbanitzacions. Aquesta és una llista de townlands de l'àrea urbana de Banbridge amb la seva etimologia:
- Ballydown (de Baile an Dúin que vol dir "vila de la fortalesa")
- Ballymoney (de Baile Muine que vol dir "vila del matoll")
- Ballyvally (de Baile an Bhealaigh que vol dir "vila de la carretera")
- Drumnagally (de Dromainn Ó gCeallaigh que vol dir "cresta d'O'Kelly")
- Edenderry (d'Éadan Doire que vol dir "turó de la roureda")
- Tullyear (de Tulaigh Eirre que vol dir "turó de la frontera")

## Història
Banbridge, llar de la cançó "Star of the County Down", és una ciutat relativament jove. La ciutat va créixer al voltant del lloc on la carretera principal de Belfast de Dublín creua el riu Bann sobre un pont vell que estava situat on és l'actual pont.
La ciutat deu el seu èxit a la indústria de roba de lli, convertint-se en 1772 en el principal districte productor de lli a Irlanda, amb un total de 26 factories al llarg del Bann. Aquesta indústria ha disminuït considerablement en importància, però Banbridge encara té tres dels principals productors: Ulster Weavers, Thomas Ferguson & Co, i John England Irish Linen.

## Personatges il·lustres
- Francis Crozier, militar i explorador

## Galeria d'imatges

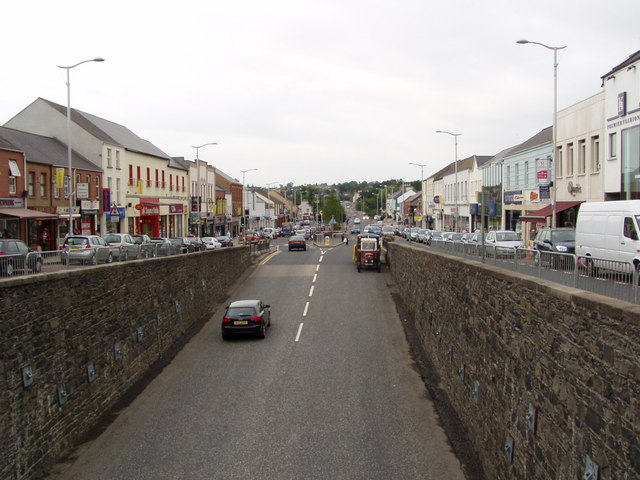
'The Cut' des de sota
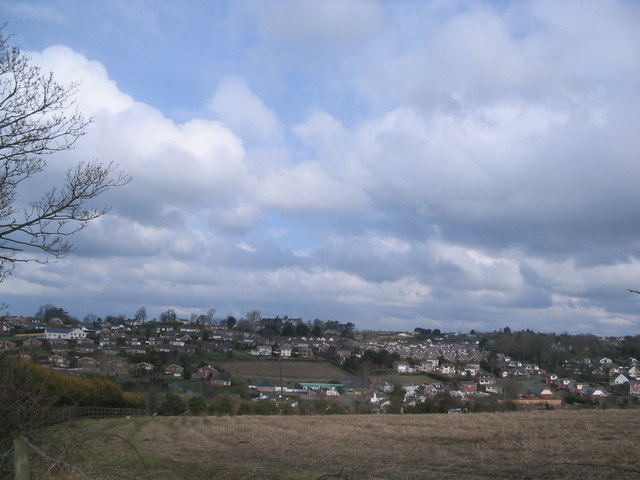
Cases a l'est de Banbridge
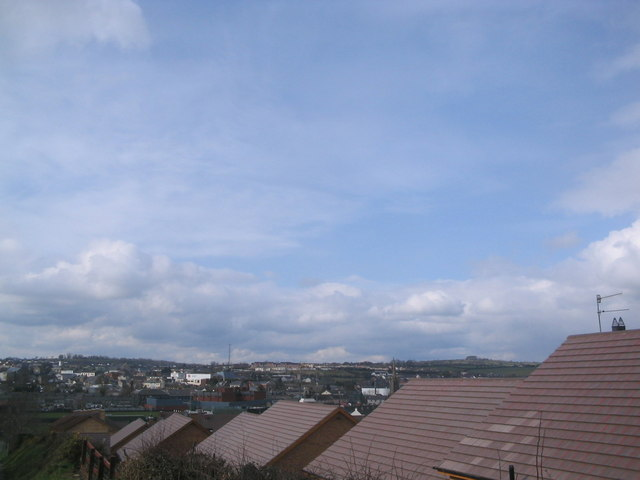
Cases al sud de Banbridge
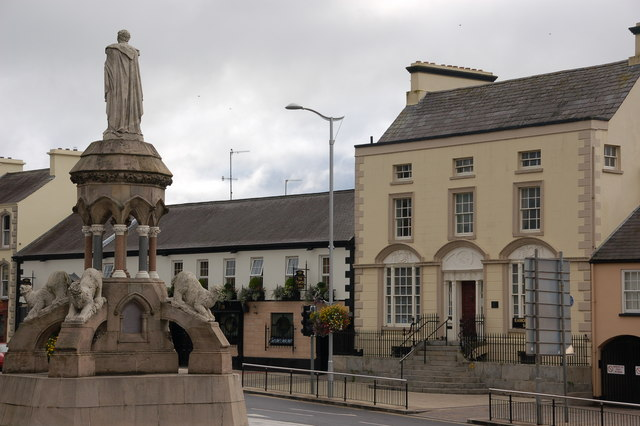
El monument a Francis Crozier

## Agermanaments
- Ruelle-sur-Touvre